# Vitória do Jari
Vitória do Jari – miasto w Brazylii, w stanie Amapá. W 2010 roku liczyło 10 302 mieszkańców.